# Segunda Liga
La Segunda Liga, nota anche come Liga Portugal 2 Meu Super per ragioni di sponsorizzazione, è la seconda divisione del campionato portoghese di calcio. Ha carattere professionistico.

## Storia
Alla sua fondazione, nel 1990, la competizione era nota come Segunda Divisão de Honra (portoghese per "seconda divisione d'onore"), e prese il posto della Segunda Divisão ("seconda divisione"), una manifestazione non professionistica e a molteplici gironi. Quando la Liga Portuguesa de Futebol Profissional assunse il controllo del campionato, nel 1999, il torneo fu ridenominato Segunda Liga, denominazione mantenuta fino al 2016 ad eccezione di due anni, il 2005 e il 2012, nei quali la denominazione fu nuovamente modificata in Liga de Honra, dal 2012 il torneo fu chiamato nuovamente Segunda Liga.

## Formato
Al torneo partecipano 18 squadre. Le prime due classificate sono promosse in Primeira Liga, ad eccezione delle squadre B dei club maggiori già militanti nella massima serie. Le ultime due classificate retrocedono nel Campeonato de Portugal. A queste squadre possono aggiungersi la terza e la terzultima a seconda degli esiti delle qualificazioni.

## Squadre 2024-2025
Alla competizione può partecipare una squadra riserve di una società di massima serie.
| Club               | Città                | Stadio                            | Posizione 2023-2024 |
| ------------------ | -------------------- | --------------------------------- | ------------------- |
| Académico de Viseu | Viseu                | Estádio do Fontelo                | 11º posto           |
| Alverca            | Alverca do Ribatejo  | Complexo Desportivo do FC Alverca | 1º posto            |
| Benfica B          | Lisbona              | Futebol Campus                    | 5º posto            |
| Chaves             | Chaves               | Estádio Municipal de Chaves       | 18º posto           |
| Feirense           | Santa Maria da Feira | Estádio Marcolino de Castro       | 16º posto           |
| Felgueiras 1932    | Felgueiras           | Estádio Dr. Machado de Matos      | 2º posto            |
| Leixões            | Matosinhos           | Estádio do Mar                    | 14º posto           |
| Mafra              | Mafra                | Municipal de Mafra                | 9º posto            |
| Marítimo           | Funchal              | Campo da Imaculada Conceição      | 4º posto            |
| Oliveirense        | Oliveira de Azeméis  | Estádio Carlos Osório             | 15º posto           |
| Paços Ferreira     | Paços de Ferreira    | Estádio da Capital do Móvel       | 5º posto            |
| Penafiel           | Penafiel             | Estádio Municipal 25 de Abril     | 13º posto           |
| Portimonense       | Portimão             | Estádio Municipal de Portimão     | 16º posto           |
| Porto B            | Porto                | Estádio Dr. Jorge Sampaio         | 10º posto           |
| Tondela            | Tondela              | Estádio João Cardoso              | 6º posto            |
| Torreense          | Torres Vedras        | Manuel Marques                    | 7º posto            |
| União Leiria       | Leiria               | Magalhães Pessoa                  | 12º posto           |
| Vizela             | Vizela               | Estádio do FC Vizela              | 17º posto           |

## Albo d'oro
| Stagione  | Vincitore       | Secondo           | Altre promozioni |
| --------- | --------------- | ----------------- | ---------------- |
| 1990-1991 | Paços Ferreira  | Estoril Praia     | Torreense        |
| 1991-1992 | Espinho         | Belenenses        | Tirsense         |
| 1992-1993 | Estrela Amadora | União Madeira     | Vitória Setúbal  |
| 1993-1994 | Tirsense        | União Leiria      | Chaves           |
| 1994-1995 | Leça            | Campomaiorense    | Felgueiras       |
| 1995-1996 | Rio Ave         | Vitória Setúbal   | Espinho          |
| 1996-1997 | Campomaiorense  | Varzim            | Académica        |
| 1997-1998 | União Leiria    | Beira-Mar         | Alverca          |
| 1998-1999 | Gil Vicente     | Belenenses        | Santa Clara      |
| 1999-2000 | Paços Ferreira  | Beira-Mar         | Desp. Aves       |
| 2000-2001 | Santa Clara     | Varzim            | Vitória Setúbal  |
| 2001-2002 | Moreirense      | Académica         | Nacional         |
| 2002-2003 | Rio Ave         | Alverca           | Estrela Amadora  |
| 2003-2004 | Estoril Praia   | Vitória Setúbal   | Penafiel         |
| 2004-2005 | Paços Ferreira  | Naval             | Estrela Amadora  |
| 2005-2006 | Beira-Mar       | Desp. Aves        | -                |
| 2006-2007 | Leixões         | Vitória Guimarães | -                |
| 2007-2008 | Trofense        | Rio Ave           | -                |
| 2008-2009 | Olhanense       | União Leiria      | -                |
| 2009-2010 | Beira-Mar       | Portimonense      | -                |
| 2010-2011 | Gil Vicente     | Feirense          | -                |
| 2011-2012 | Estoril Praia   | Moreirense        | -                |
| 2012-2013 | Belenenses      | Arouca            | -                |
| 2013-2014 | Moreirense      | Penafiel          | -                |
| 2014-2015 | Tondela         | União Madeira     | -                |
| 2015-2016 | Porto B         | Chaves            | Feirense         |
| 2016-2017 | Portimonense    | Desp. Aves        | -                |
| 2017-2018 | Nacional        | Santa Clara       | -                |
| 2018-2019 | Paços Ferreira  | Famalicão         | Gil Vicente      |
| 2019-2020 | Nacional        | Farense           | -                |
| 2020-2021 | Estoril Praia   | Vizela            | Arouca           |
| 2021-2022 | Rio Ave         | Casa Pia          | Chaves           |
| 2022-2023 | Moreirense      | Farense           | Estrela Amadora  |
| 2023-2024 | Santa Clara     | Nacional          | AVS              |
| 2024-2025 | Tondela         | Alverca           | -                |
| 2025-2026 |                 |                   |                  |

### Vittorie per squadra
| Squadra         | Vittorie | Stagione                                   |
| --------------- | -------- | ------------------------------------------ |
| Paços Ferreira  | 4        | 1990-1991, 1999-2000, 2004-2005, 2018-2019 |
| Estoril Praia   | 3        | 2003-2004, 2011-2012, 2020-2021            |
| Rio Ave         | 3        | 1995-1996, 2002-2003, 2021-2022            |
| Moreirense      | 3        | 2001-2002, 2013-2014, 2022-2023            |
| Gil Vicente     | 2        | 1998-1999, 2010-2011                       |
| Beira-Mar       | 2        | 2005-2006, 2009-2010                       |
| Nacional        | 2        | 2017-2018, 2019-2020                       |
| Santa Clara     | 2        | 2000-2001, 2023-2024                       |
| Tondela         | 2        | 2014-2015, 2024-2025                       |
| Espinho         | 1        | 1991-1992                                  |
| Estrela Amadora | 1        | 1992-1993                                  |
| Tirsense        | 1        | 1993-1994                                  |
| Leça            | 1        | 1994-1995                                  |
| Campomaiorense  | 1        | 1996-1997                                  |
| União Leiria    | 1        | 1997-1998                                  |
| Leixões         | 1        | 2006-2007                                  |
| Trofense        | 1        | 2007-2008                                  |
| Olhanense       | 1        | 2008-2009                                  |
| Belenenses      | 1        | 2012-2013                                  |
| Porto B         | 1        | 2015-2016                                  |
| Portimonense    | 1        | 2016-2017                                  |